# Drug Testing and Analysis
Drug Testing and Analysis (abrégé en Drug Test. Analysis ou DTA) est une revue scientifique mensuelle à comité de lecture qui publie des articles concernant les tests de dépistage des drogues.
Actuellement[Quand ?], le directeur de publication est Mario Thevis.